# スズキ教育ソフト
スズキ教育ソフト株式会社（すずききょういくそふと）は、静岡県浜松市に本社を置く日本のソフトウェア開発企業。

## 概要
教育ソフトウェアの老舗で、現在でも国内トップシェアを誇る。小学校向け教育用統合ソフト「キューブきっず」や中学校向け教育用統合ソフト「キューブNext」、校務支援システム「スズキ校務シリーズ」などのソフトウェア製品を開発・販売している。また、近年ではタブレット端末の教育現場での普及を受け、iPad用学習支援ツール「QB」の開発・販売も行っている。
同社教育用ソフトウェアは多くの小中学校に採用されているほか、運営する全国小学生キーボード検定サイト「キーボー島アドベンチャー」は、年間20万人の小学生が登録、全国の小学校での情報教育に利用している。
最近では、2020年(令和2年)から、全国の小学校でプログラミングが必修化されることにともない、ITコンソーシアムであるウィンドウズ デジタルライフスタイル コンソーシアム(WDLC)、学研プラスとキャンペーンを行っている。